# Synaphosus evertsi
Synaphosus evertsi Ovtsharenko, Levy & Platnick, 1994 è un ragno appartenente alla famiglia Gnaphosidae.

## Etimologia
Il nome della specie è in onore dell'ecologo, biochimico ed aracnologo James William Everts che raccolse gli esemplari il 31 gennaio 1980.

## Caratteristiche
L'olotipo maschile rinvenuto ha lunghezza totale è di 3,70mm; la lunghezza del cefalotorace è di 1,55mm; e la larghezza è di 1,22mm.

## Distribuzione
La specie è stata reperita in Costa d'Avorio centrosettentrionale: l'olotipo maschile è stato rinvenuto presso il ranch de la Marahoué, nel dipartimento di Mankono, appartenente alla regione di Worodougou.

## Tassonomia
Al 2016 non sono note sottospecie e dal 1994 non sono stati esaminati nuovi esemplari.